# Glatigny, Moselle
Glatigny är en kommun i departementet Moselle i regionen Grand Est (tidigare regionen Lorraine) i nordöstra Frankrike. Kommunen ligger i kantonen Vigy som tillhör arrondissementet Metz-Campagne. År 2022 hade Glatigny 259 invånare.

## Befolkningsutveckling
Antalet invånare i kommunen Glatigny
| Referens: INSEE |